# Russia nella prima guerra mondiale

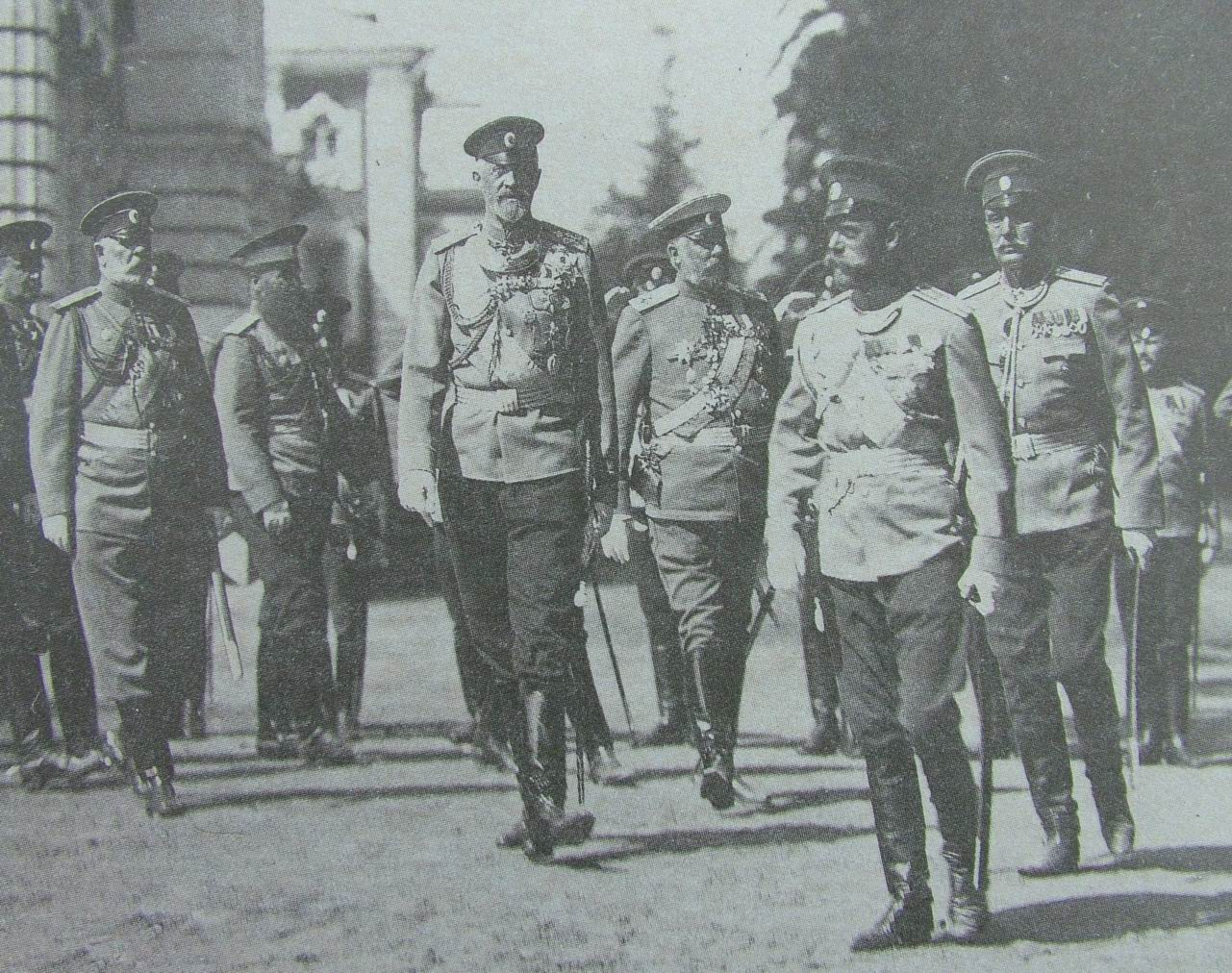
Lo zar Nicola II, in primo piano a destra, insieme ad alti ufficiali e dignitari nell'estate 1913; al centro il granduca Nicola, comandante in capo dell'Esercito Imperiale Russo.

L'Impero russo entrò in guerra fin dall'inizio del primo conflitto mondiale; dopo aver preso le prime misure di mobilitazione contro l'Austria-Ungheria (6.000.000 di uomini) il 28 luglio e contro la Germania il 30 luglio, l'impero ricevette la dichiarazione di guerra tedesca il 1º agosto 1914. Per i successivi tre anni e mezzo la Russia imperiale, alleata delle altre potenze della Triplice intesa, combatté strenuamente sul fronte orientale contro la massa dell'esercito austro-ungarico e una parte rilevante dell'esercito tedesco; inoltre sul fronte caucasico dovette anche combattere contro il grosso dell'esercito turco.
L'entità della sua popolazione permise alla Russia di mettere in campo un numero di soldati notevolmente più grande di quello a disposizione di Germania e Austria-Ungheria insieme, ma a causa dell'insufficiente sviluppo industriale e delle carenze organizzative i suoi soldati si indebolivano velocemente per la mancanza di adeguati rifornimenti e armamenti. In molti casi peraltro l'esercito russo, costituito da soldati coraggiosi e resistenti, inflisse pesanti sconfitte all'esercito austro-ungarico e in alcune occasioni mise in forte difficoltà anche l'esercito tedesco; tuttavia alla fine l'esercito, indebolito dalle perdite e dalle carenze materiali e minato dalle istanze rivoluzionarie, non fu più in grado di continuare la guerra nel 1917.
Ancor prima della disgregazione dell'esercito, era crollato l'Impero zarista dopo la Rivoluzione del febbraio 1917 che sembrò preludere ad un'evoluzione democratica della Russia. La stanchezza della guerra, l'incapacità dei nuovi capi politici, la crescente dissoluzione dell'autorità, il disastro economico, favorirono invece un'evoluzione radicale con la successiva Rivoluzione d'ottobre e l'ascesa al potere del partito bolscevico che decise l'uscita dalla guerra e intavolò trattative con la Germania a Brest-Litovsk conclusesi con un duro trattato di pace che temporaneamente sembrò indebolire irreversibilmente la potenza russa e decretare il predominio germanico. L'evoluzione generale della Prima guerra mondiale e della successiva Guerra civile russa in realtà cambiarono ancora una volta la situazione consolidando uno Stato Socialista, la futura Unione Sovietica, su gran parte dei territori del vecchio Impero zarista.

## La politica estera russa e lo scoppio della guerra europea

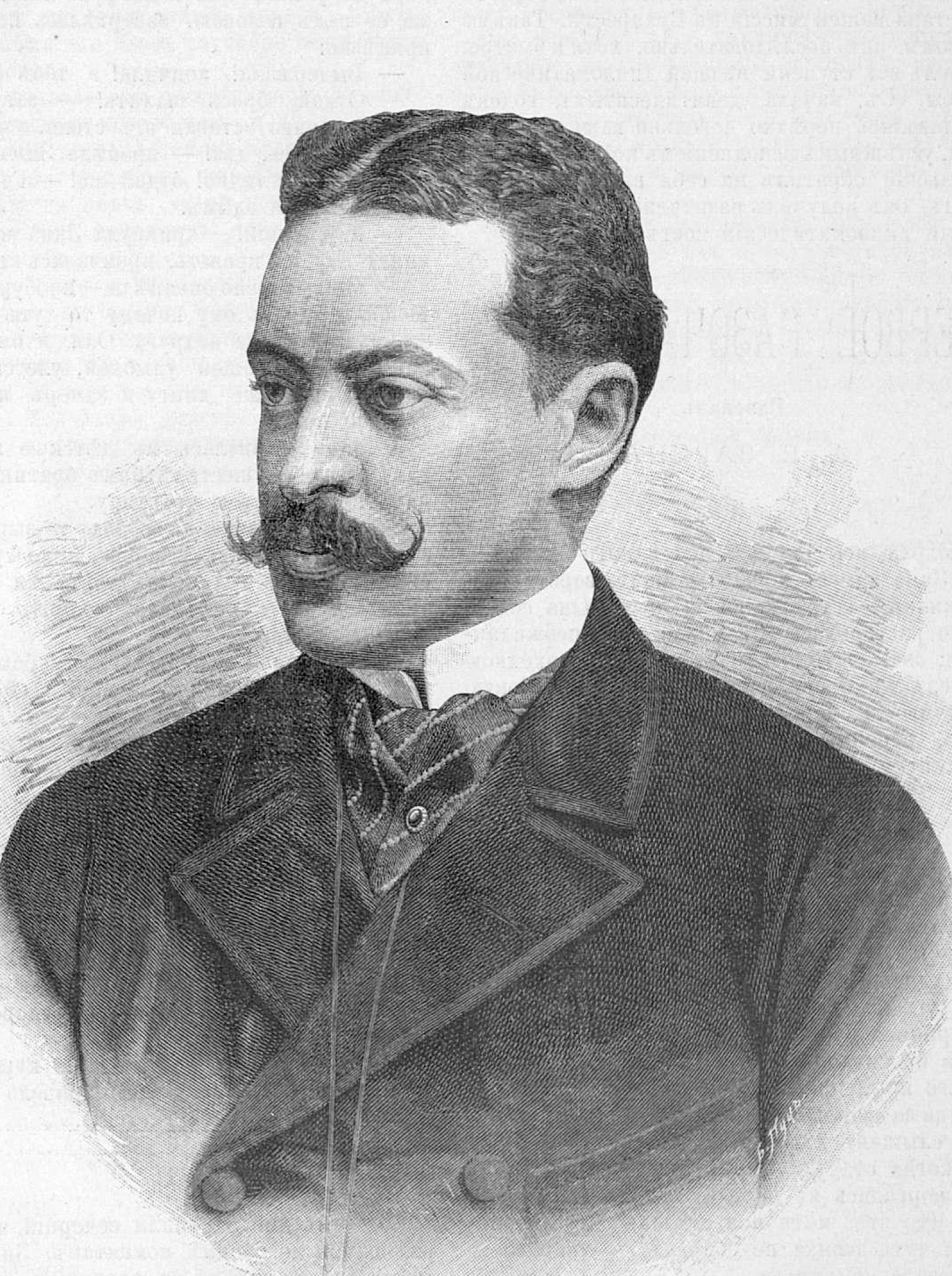
Aleksandr Petrovič Izvol'skij, ministro degli Esteri russo dal 1906 al 1910.

L'inattesa e umiliante sconfitta nella guerra contro il Giappone nel 1905 e il successivo sviluppo rivoluzionario avevano provocato un grave indebolimento della struttura autocratica dell'Impero zarista e una rilevante perdita di influenza internazionale e di potenza militare, tradizionale punto di forza e coesione del regime. L'ondata rivoluzionaria era stata controllata con molte difficoltà e solo per mezzo di concessioni ai partiti liberal-conservatori, mentre sul piano internazionale venne ritenuto indispensabile dal nuovo primo ministro Pëtr Arkad'evič Stolypin un periodo di prudente politica di alleanze, rinunciando alle pretese espansionistiche in Estremo Oriente e concentrando l'interesse diplomatico sull'Europa e il Vicino Oriente.

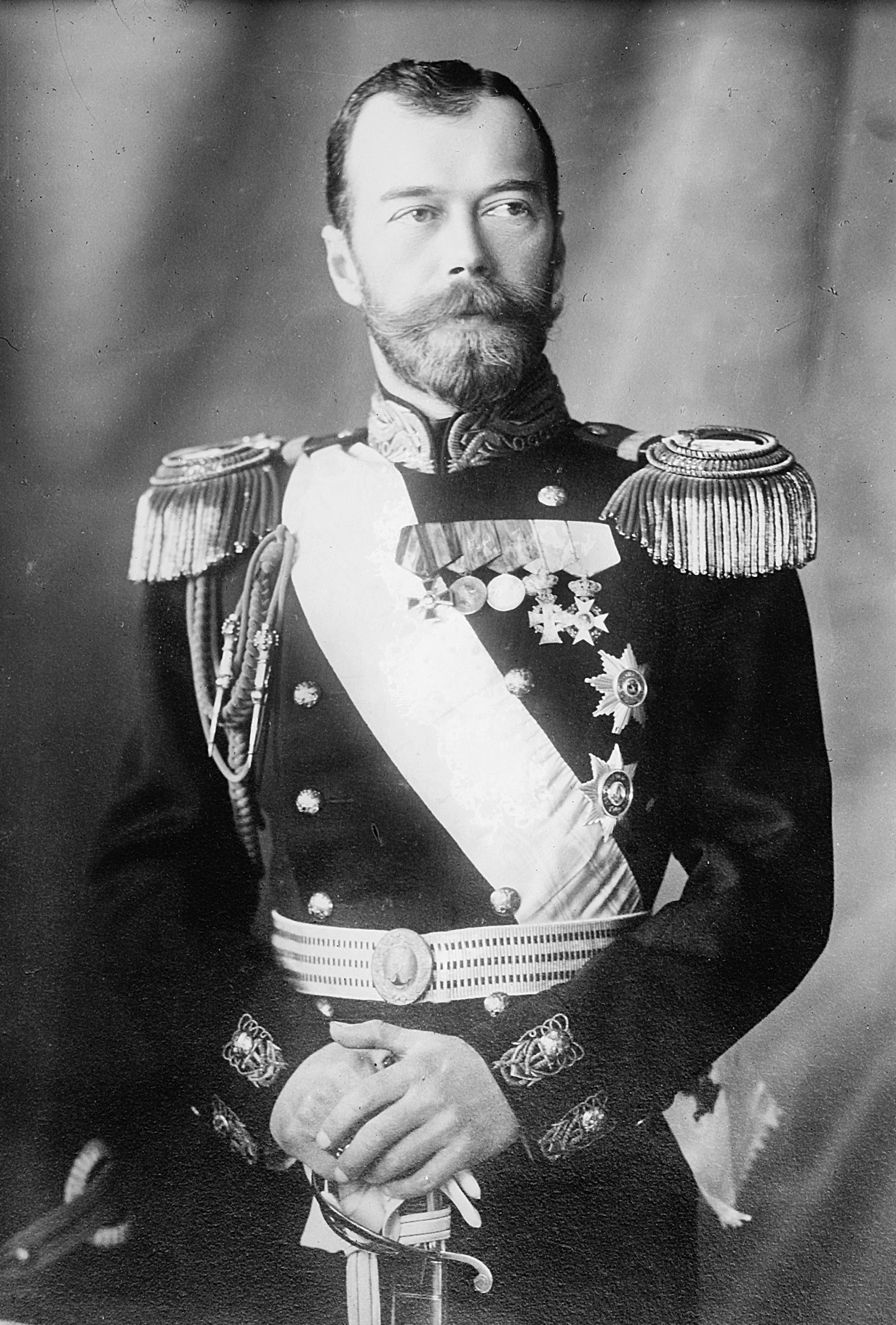
Nicola II di Russia era zar dell'Impero russo dal 1896.

Obiettivi fondamentali della politica estera russa quindi divennero: il sostegno agli stati balcanici per salvaguardarne la loro indipendenza e accrescerne la solidità in opposizione all'Impero austro-ungarico e all'Impero ottomano; l'opposizione al percepito espansionismo tedesco verso il Medio Oriente e alle sue pretese egemoniche sui vasti territori turchi. Sulla base di questi due indirizzi principali, divenne quindi evidente come fossero le due grandi potenze germaniche i più pericolosi ostacoli al coronamento degli obiettivi di potenza dell'Impero russo. In realtà non mancavano tra le correnti politiche più reazionarie e in vasti settori dell'aristocrazia, principalmente di origine tedesco-baltica, forti pressioni per un riavvicinamento alla Germania; una svolta politica di questo tipo divenne però irrealizzabile anche per motivi economici. L'alleanza con la Francia, stipulata fin dal 1891 con la conclusione della Duplice Intesa, era strategica: le grandi risorse finanziarie fornite dall'alleato occidentale erano essenziali per i programmi di sviluppo economico e di ripresa militare della Russia.
Nel 1907 il ministro degli Esteri Aleksandr Petrovič Izvol'skij decise di rinunciare ai vasti programmi di espansione asiatici da molti decenni pianificati dai governanti russi; venne concluso un accordo con la Gran Bretagna che delimitava per la prima volta amichevolemente le rispettive sfere di influenza in Asia. La Persia venne divisa in un nord sotto controllo russo e un sud sotto controllo britannico; l'Impero rinunciò a ostacolare il predominio britannico in Afghanistan e India. Non fu possibile ottenere grandi risultati sul cruciale problema degli Stretti del Bosforo, i britannici ventilarono la possibilità di una revisione dei trattati che impedivano il passaggio attraverso gli stretti della flotta da guerra russa. La Russia fece quindi importanti rinunce ma attraverso la conclusione dell'accordo con la Gran Bretagna, che a sua volta aveva stipulato nel 1904 un trattato di amicizia con la Francia, sembrò delinearsi una possibile alleanza fra tre grandi potenze in grado di contenere l'espansionismo germanico.
Nonostante il miglioramento della sua situazione diplomatica generale, l'Impero russo non fu tuttavia in grado di contrastare con efficacia le manovre dell'Austria-Ungheria nella cruciale area balcanica; le polemiche per la cosiddetta ferrovia del Sangiaccato e poi nel 1908-1909 la grave crisi della Bosnia dimostrarono la debolezza della Russia. La crisi bosniaca terminò, dopo un minaccioso intervento tedesco, con l'annessione della regione all'Impero austro-ungarico. Izvol'skij venne sostituito al ministero degli Esteri da Sergej Dmitrievič Sazonov che tentò di organizzare un nuovo sistema di alleanze balcaniche in funzione anti-ottomana e anti-asburgica. La prima e la seconda guerra balcanica non terminarono tuttavia con un grande successo per la Russia; le piccole potenze balcaniche si dimostrarono turbolente e divise da ambizioni territoriali contrastanti. Le correnti panslaviste dell'Impero rimasero deluse dalla scarsa energia dimostrata dalla Russia nella crisi. La seconda guerra nel 1913 terminò con la vittoria della Serbia che divenne la sola alleata solida della Russia nella regione e la grande minaccia per l'Impero Austro-ungarico.

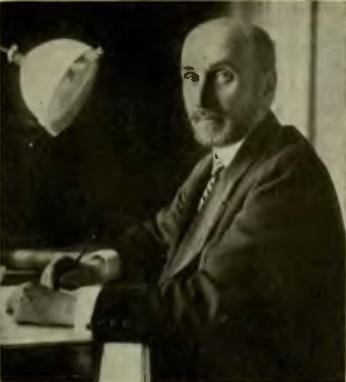
Il ministro degli esteri russo all'inizio della guerra europea Sergej Dmitrievič Sazonov.

Un grave conflitto sorse subito dopo con la Germania a causa della crescente influenza tedesca sull'Impero ottomano; i russi contestarono duramente la nomina del generale Otto Liman von Sanders al comando delle forze turche a Costantinopoli che sembrava preludere al predominio sugli stretti da parte della Germania. Dopo un aspro conflitto tra le due potenze, fu raggiunto un accordo parzialmente favorevole alla Russia; in questa fase per la prima volta venne evocata la possibilità di una guerra per salvaguardare gli interessi russi sul Bosforo. Nella importante riunione ministeriale del febbraio 1914 vennero discusse le varie opzioni politico-militari. Si convenne alla fine che solo con una guerra la Russia avrebbe potuto prendere possesso degli stretti ma si concordò tra i vari ministri che l'impero non era ancora pronto a combattere un grande conflitto europeo. Dopo pochi mesi invece la temuta guerra tra le grandi potenze europea sarebbe scoppiata a causa di nuovi conflitti sorti nell'area balcanica tra l'Impero austro-ungarico e la Serbia, accusata dalla potenza asburgica di avere sostenuto i gruppi terroristici panslavisti che il 28 giugno 1914 assassinaro a Sarajevo l'arciduca Francesco Ferdinando.
La decisione austro-ungarica di infliggere una punizione militare decisiva alla Serbia e ridimensionare l'influenza russa sui Balcani, provocò infatti la violenta reazione dell'Impero; Sazonov, pressato dalle correnti scioviniste e panslaviste, minacciò contromisure militari e affermò che l'umiliazione della Serbia non sarebbe stata tollerata, la Francia sostenne subito la Russia. La situazione degradò in modo incontrollabile soprattutto a causa della volontà della Germania di appoggiare incondizionatamente l'Impero austro-ungarico per imporre una prova di forza per indebolire la Russia e disgregare la Duplice Intesa, contando erroneamente sulla neutralità britannica. In pochi giorni, a partire dall'ultimatum austriaco alla Serbia del 23 luglio 1914 e dalla successiva dichiarazione di guerra del 28 luglio, le grandi potenze entrarono in conflitto. La Russia decise, dopo alcuni consigli della corona alla presenza di Nicola II, di prendere le prime misure militari, quindi il 29 luglio venne decretata la mobilitazione parziale per intimidire l'Austria-Ungheria; infine su pressione dei militari e del ministro Sazonov, lo zar firmò il decreto di mobilitazione generale la sera del 30 luglio 1914.
Nicola II sperava ancora di poter evitare la guerra e mantenne fino all'ultimo contatti epistolari con Guglielmo II, ma ormai il meccanismo delle alleanze e delle mobilitazioni aveva reso inevitabile il conflitto europeo; la Germania in pochissimo tempo attivò le misure previste in caso di "pericolo di guerra", iniziò la mobilitazione, dichiarò guerra alla Russia il 1º agosto e alla Francia il 3 agosto. Il 4 agosto l'esercito tedesco entrò in Belgio provocando anche l'entrata in guerra a fianco della Duplice Intesa della Gran Bretagna, l'Impero austro-ungarico dichiarò guerra alla Russia il 6 agosto.

## 1914
(Affermazione rivolta da un ufficiale russo all'ambasciatore francese a San Pietroburgo il 5 agosto 1914)

### Ondata patriottica iniziale

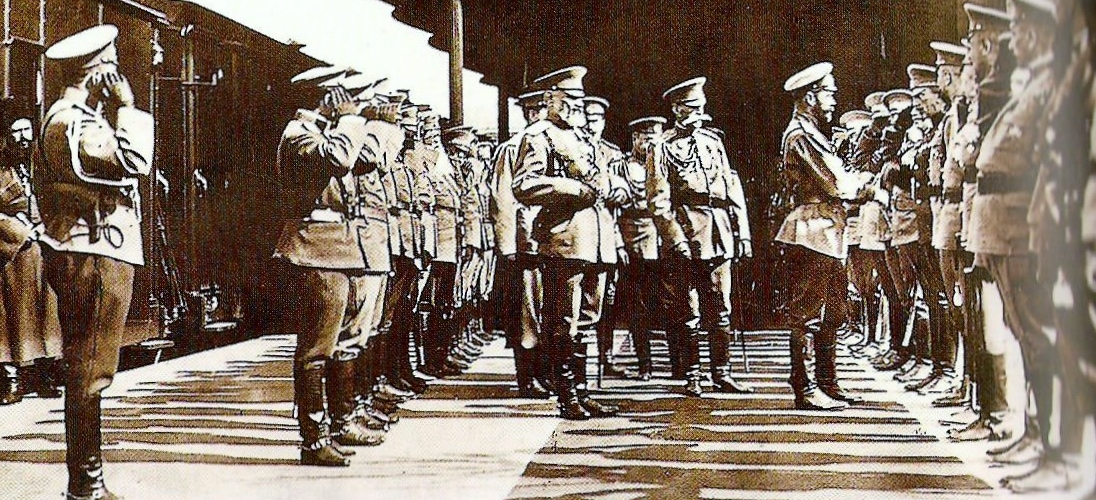
Lo zar Nicola II passa in rassegna un reparto di fanteria, insieme ad alcuni alti ufficiali, all'inizio della guerra europea.

Le vicende della crisi di luglio e l'evidente aggressività degli Imperi Centrali, apparentemente desiderosi di soggiogare gli slavi e di sbarrare il passo alla Russia verso il Medio Oriente, favorirono inizialmente il regime zarista che sembrò consolidarsi in modo stupefacente e inatteso allo scoppio della guerra. Inoltre l'alleanza dell'Impero Russo con le potenze occidentali democratiche rese più positiva l'attitudine di vaste aree della popolazione e di alcune élite politico-culturali russe fino a quel momento critiche verso l'autocrazia zarista. Una straordinaria ondata patriottica, fondata sulla difesa degli slavi e della nazione russa dalle minacce del germanesimo, si diffuse tra larga parte della popolazione in tutto l'immenso paese e coinvolse anche le forze politiche presenti nella Duma.
Durante tutta la prima metà del 1914 scioperi di massa degli operai dell'industria e delle miniere si erano succeduti in varie regioni dell'Impero; proprio nel mese di luglio era in corso uno sciopero dei lavoratori della capitale San Pietroburgo che era degenerato in violenze e in disordini con l'intervento di reparti dell'esercito; questo sciopero si era concluso solo pochi giorni prima della dichiarazione di guerra tedesca. L'inizio del conflitto europeo sembrò consolidare anche la solidità sociale della Russia; per tutto il primo anno della guerra praticamente non ci furono più scioperi e la mobilitazione dei milioni di soldati avvenne nel complesso senza difficoltà significative.
Anche la minoranza ebraica si allineò all'ondata patriottica e nelle sinagoghe si pregò per la vittoria dello zarismo. Ricevette anche consenso la decisione demagogica del governo di proibire la vendita della vodka per favorire la coesione e l'austerità dei costumi anche se le accise sulla vendita della bevanda erano parte non trascurabile delle entrate statali. L'atmosfera patriottica dominante peraltro non deve far sottovalutare alcuni elementi che fin dall'inizio misero in evidenza la debolezza del regime zarista: le popolazioni indigene dell'Asia centrale non aderirono affatto all'ondata sciovinistica e fecero opposizione alla mobilitazione, mentre nelle entità nazionali oppresse, come in Polonia e in parte dell'Ucraina, elementi nazionalisti parlarono di costituire gruppi di volontari anti-russi.
In realtà l'ondata patriottica coinvolse in primo luogo alcune élite culturali, per cui "la guerra fu popolare", e le classi medie e aristocratiche. Nella popolazione urbanizzata fu ugualmente presente un largo consenso sostenuto dagli organi di stampa e, mentre la classe operaia cessava le agitazioni, centinaia di migliaia di persone parteciparono alle manifestazioni di sostegno alla guerra alla presenza dello Zar e delle autorità; nelle città si manifestò un violento sentimento anti-germanico; San Pietroburgo cambiò nome in Pietrogrado per rimuovere ogni riferimento al germanesimo. Nell'immensa popolazione contadina invece il sentimento diffuso di fronte alla guerra e alla mobilitazione generale fu molto più complesso e contraddittorio. La mobilitazione si svolse ordinatamente senza significative opposizioni ma in una atmosfera di rassegnazione di fronte ad un evento incomprensibile; si verificarono disordini e saccheggi di proprietà e beni durante il trasferimento dei soldati; l'entusiasmo patriottico tra i contadini fu modesto; i "soldati-mugiki" andarono in guerra passivi e infelici.

### Obiettivi di guerra e diplomazia dell'Impero russo all'inizio del conflitto
Gli accordi stipulati tra gli alleati riflettevano gli intenti imperialistici della Triplice intesa. L'obiettivo principale della Russia allo scoppio della guerra consisteva in pratica nella distruzione dell'Austria-Ungheria che costituiva la potenza di collegamento tra la Germania e il Vicino Oriente; nei confronti della Germania non esistevano rivendicazioni veramente fondamentali anche se lo zar, per motivi principalmente tattici, il 14 agosto 1914 promise la ricostituzione della Polonia, sottraendo territori alla Germania; il nuovo stato polacco avrebbe dovuto essere "libero nella sua religione, nella sua lingua, nella sua amministrazione interna". Dopo le prime battaglie la politica imperiale divenne più aggressiva e, in connessione con la politica di guerra delle altre due potenze principali della Triplice Intesa, si rivendicò la "fine del militarismo tedesco"; la Prussia avrebbe dovuto essere disgregata e addirittura sarebbe stato ricostituito un regno di Hannover.
Il ministro dell'esteri russo Sergej Dmitrievič Sazonov cercò subito di ampliare il sistema di alleanze della Triplice Intesa facendo proposte di compensi all'Italia, alla Romania, alla Bulgaria ed anche all'Impero ottomano ma non raggiunse grandi successi; gli italiani per il momento respinsero le proposte russe, mentre la Romania garantì solo una "benevola neutralità" in cambio della Transilvania che sarebbe stata tolta all'Austria-Ungheria. L'Impero Ottomano invece si volse decisamente dalla parte della Germania; dopo aver stipulato un'alleanza segreta con i tedeschi il 2 agosto 1914, il 26 settembre 1914 vennero chiusi gli stretti del Bosforo e dei Dardanelli e il 1º novembre 1914 la Triplice Intesa dichiarò guerra alla Turchia.
L'inatteso prolungamento della guerra e la sua evoluzione sempre più cruenta e costosa militarmente ed economicamente provocarono un ulteriore irrigidimento delle parti in conflitto; le tre potenze dell'Intesa conclusero il 5 settembre 1914 un accordo in cui proclamavano la loro determinazione a continuare la guerra fino alla vittoria e si assicuravano reciprocamente di non concludere una pace separata ma di consultarsi preventivamente prima di ogni iniziativa diplomatica. Alla fine dell'anno per la prima volta i dirigenti russi presentarono precise richieste ai loro alleati riguardo alla questione di Costantinopoli e gli stretti.

### Vittorie e sconfitte

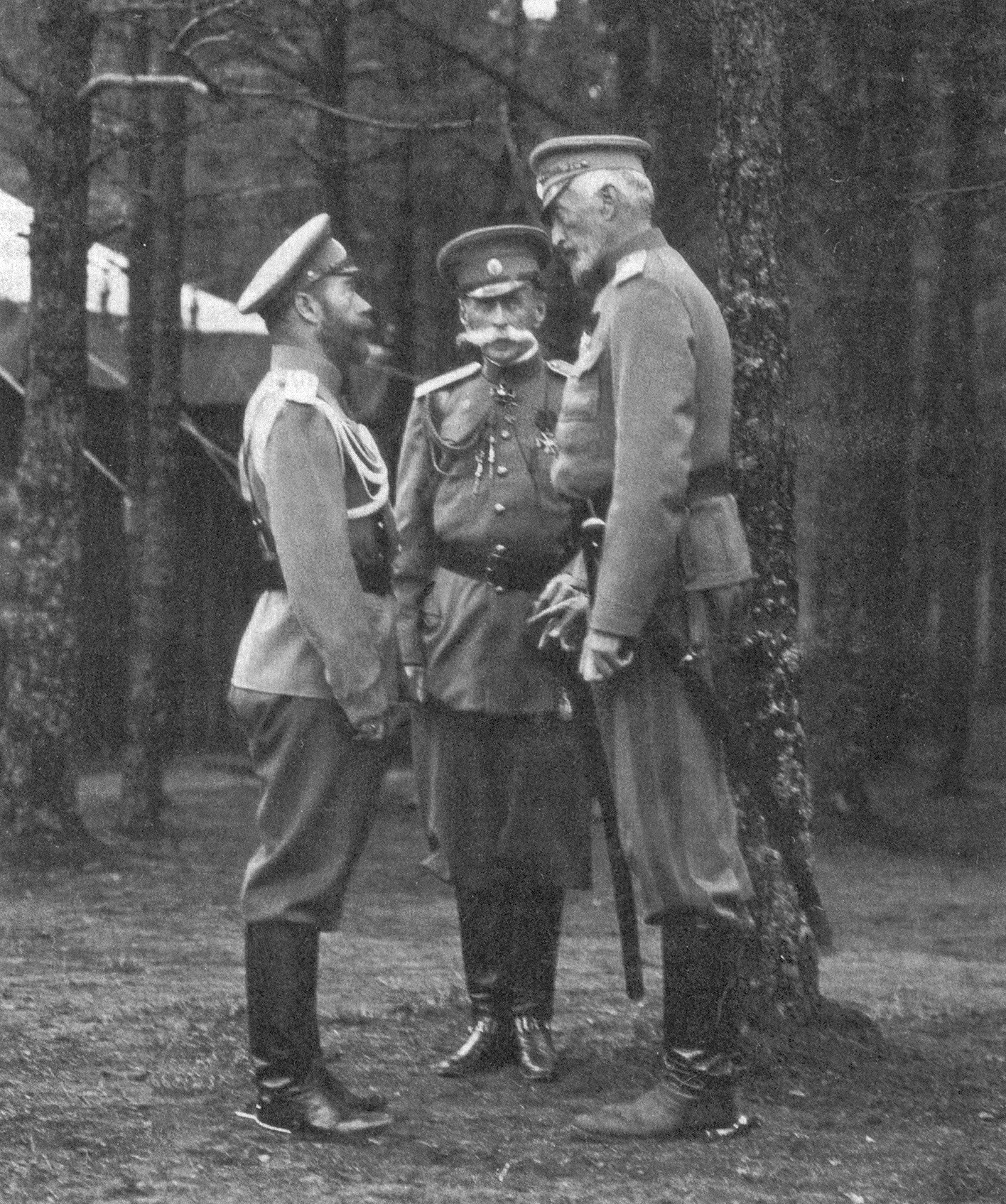
Settembre 1914: lo zar Nicola II a colloquio con il granduca Nicola; al centro l'aiutante di corte, generale Fredericks.

Nella fase iniziale della guerra l'offensiva russa verso le regioni orientali della Prussia distolse abbastanza truppe tedesche dal fronte occidentale da permettere a Francia, Belgio e Gran Bretagna di fermare l'avanzata tedesca ad ovest. Una delle due armate russe penetrate in Prussia venne però in parte distrutta nella battaglia di Tannenberg (27 – 29 agosto), nello stesso luogo in cui lituani, polacchi e russi avevano sconfitto i Cavalieri Teutonici nel 1410. Nello stesso periodo i russi fermarono un'offensiva austriaca, sconfissero pesantemente l'esercito nemico e si spinsero all'interno della Galizia orientale (Battaglia di Galizia, 23 agosto-11 settembre), nell'Impero austro-ungarico. Ai primi di novembre l'Impero ottomano entrò in guerra fianco degli Imperi centrali, inviando la flotta ottomana a cannoneggiare le coste russe sul mar Nero.

## 1915
Dopo aver respinto una controffensiva invernale combinata austro-tedesca, le truppe russe, all'inizio del 1915 penetrarono ancora più in profondità in Galizia. Durante la primavera e l'estate dello stesso anno una violenta offensiva austro-tedesca spinse i russi fuori dalla Galizia e dalla Polonia causando loro gravissime perdite in uomini e materiali.

## 1916
Nel 1916 la Germania progettò di mettere fuori combattimento la Francia con un attacco su vasta scala nell'area di Verdun, ma una nuova offensiva russa contro le forze austriache costrinse ancora una volta la Germania a distogliere truppe dal fronte occidentale.
Questi eventi resero i due fronti principali della guerra stabili e sia la Russia che la Germania iniziarono a disperare di poter vincere la guerra - la Russia a causa dell'esaurimento del suo esercito, che aveva già subito più di sei milioni di perdite tra morti, feriti e prigionieri, la Germania a causa delle maggiori risorse in materie prime e industrie dei suoi avversari. Verso la fine del 1916 la Russia si mosse per aiutare la Romania, appena entrata in guerra, estendendo così il fronte est fino a sud del Mar Nero.

## 1917-1918
Mentre sul fronte occidentale e meridionale gli Alleati e gli Imperi Centrali si trovavano in stallo, l'inizio del 1917 vide le sorti del fronte orientale pendere sempre più in favore di Germania e Austria, che avevano occupato la quasi totalità di Polonia, Romania e Lituania; il crollo del fronte interno russo a causa dei disagi patiti dai civili e le ripetute sconfitte militari portarono alla Rivoluzione di Febbraio, che comportò l'abdicazione dello Zar e l'instaurazione di un regime provvisorio, presieduto da Georgij Evgen'evič L'vov. Il ritorno di Vladimir Lenin dalla Svizzera (grazie all'aiuto dei tedeschi) valse ai ribelli bolscevichi l'agitazione di parte della popolazione, perlopiù a Mosca e nelle province limitrofe, che portò otto mesi dopo alla Rivoluzione d'ottobre.
Il nuovo governo bolscevico, di ideali anti-bellicisti e consapevole della distruzione arrecata dalla guerra alla Russia, optò per firmare una pace separata con gli Imperi Centrali, acconsentendo alle pesanti richieste nemiche (in particolare la Germania mirava a controllare l'Ucraina, ricca di campi coltivati, per rifocillare le proprie truppe). Si giunse così al Trattato di Brest-Litovsk, dove il nuovo governo russo venne rappresentato da Lev Trockij. In seguito al ritiro della Russia dalla guerra e alla presa di potere da parte dei marxisti, gli Imperi Centrali poterono trasferire truppe sui fronti francese e italiano e ordire così nuove offensive, tra cui l'Offensiva di Caporetto e l'Operazione Michael. Frattanto, in Russia insorsero le forze zariste e repubblicane, accomunate dallo spirito anti-comunista, dando così inizio alla Guerra civile russa.